# Encyocrypta bouleti
Encyocrypta bouleti là một loài nhện trong họ Barychelidae. Loài này phân bố ờ Nouvelle-Calédonie.